# Morville-sur-Nied
Morville-sur-Nied – miejscowość i gmina we Francji, w regionie Grand Est, w departamencie Mozela.
Według danych na rok 1990 gminę zamieszkiwało 110 osób, a gęstość zaludnienia wynosiła 20 osób/km² (wśród 2335 gmin Lotaryngii Morville-sur-Nied plasuje się na 935. miejscu pod względem liczby ludności, natomiast pod względem powierzchni na miejscu 966.).